# تونی یانگ (بازیکن بسکتبال)
تونی یانگ (انگلیسی: Toni Young؛ زادهٔ ۱۱ ژانویهٔ ۱۹۹۱) بازیکن بسکتبال اهل ایالات متحده آمریکا است.